# إليزافيتينسكوي (كراي ستافروبول)
ييليزافيتينسكويي (بالروسية: Елизаветинское) هي مدينة في مقاطعة ستافروبول كراي في روسيا.
يبلغ عدد سكانها حوالي 3223   نسمة.